# Leptophyllum tatranum
Leptophyllum tatranum är en mångfotingart som beskrevs av Karl Wilhelm Verhoeff 1907. Leptophyllum tatranum ingår i släktet Leptophyllum och familjen kejsardubbelfotingar. Inga underarter finns listade i Catalogue of Life.